# Чепария
Чепария (рум. Cepăria, Чепэрия) — село в Рышканском районе Молдавии. Наряду с селами Шумна и Булхак входит в состав коммуны Шумна.

## География
Село расположено на высоте 154 метров над уровнем моря.

## Население
По данным переписи населения 2024 года, в селе Чепэрия проживает 97 человек
Этнический состав села:
| Национальность | Число жителей | Процентный состав |
| -------------- | ------------- | ----------------- |
| украинцы       | 216           | 83.72             |
| молдаване      | 29            | 11.24             |
| русские        | 11            | 4.26              |
| гагаузы        | 1             | 0.39              |
| прочие         | 1             | 0.39              |
| Всего          | 258           | 100%              |